# کول‌تپه حصار
کول تپه حصار در شهرستان اهر، بخش مرکز ی، دهستان قشلاق، روستای حصار واقع شده و این اثر در تاریخ ۱۵ دی ۱۳۸۷ با شمارهٔ ثبت ۲۳۹۴۴ به‌عنوان یکی از آثار ملی ایران به ثبت رسیده است.